# Frederic Farrar
Frederic William Farrar (7 août 1831 à Bombay – 22 mars 1903 à Canterbury, Royaume-Uni) est un théologien, enseignant et écrivain britannique. Il est membre de l'Église d'Angleterre et de la société secrète Cambridge Apostles.

## Biographie
Farrar est né le 7 août 1831 à Bombay en Inde. Il étudie au King William's College, au King's College de Londres et au Trinity College de Cambridge. À Cambridge en 1852, il gagne la Chancellor's Gold Medal (en), récompense remise pour souligner une œuvre poétique. Pendant quelques années, il enseigne à Harrow School. De 1871 à 1876, il est headmaster du Marlborough College.
La majeure partie de sa carrière ecclésiastique est liée à l'abbaye de Westminster. Il est chanoine à celle-ci, puis recteur de l'église Sainte-Marguerite de Westminster (église voisine) et archidiacre de l'abbaye. Plus tard, il sert comme doyen de Canterbury et chapelain royal.

## Œuvres
Non-fiction
- An Essay on the Origin of Language (1860)
- Chapters on Language (1865)
- Life of Christ (1874)
- Eternal Hope (1878)
- The Vow of the Nazarite (1879)
- Mercy and Judgement (1881)
- Life and Works of St. Paul (1879)
- History of Interpretation (1886)
- Lives of the Fathers Volume 1 (1889)
- Lives of the Fathers Volume 2 (1889)
- The Voice from Sinai (1892)
- The Bible: Its Meaning and Supremacy (1897)

Fiction
- Eric, or Little by Little, a school story (1858)
- St Winifred's, or The World of School (1862)
- Julian Home, a college story (Est 1870–1890)
- Darkness and Dawn, or Scenes in the Days of Nero (1891)
- Gathering Clouds: A Tale of the Days of St. Chrysostom (1895)